# Elliminati
Elliminati – dziesiąty album solowy polskiego rapera Tedego. Wydawnictwo ukazało się 22 marca 2013 roku nakładem należącej do rapera oficyny Wielkie Joł. Zgodnie z podtytułem płyty widniejącym na okładce materiał muzyczny w całości wyprodukował Sir Michu. Gościnnie w nagraniach wzięli udział Sitek, Abel, Zgrywus, DonGURALesko oraz Setka. W utworze dodatkowym dołączonym do albumu gościnnie wystąpili ponadto Diox, Numer Raz, Obi, Pelson oraz VNM. 

## Wydanie i promocja
11 sierpnia 2012 raper ogłosił za pośrednictwem video zapowiedź nowej płyty. 21 stycznia 2013 roku Tede zapowiedział, że premiera albumu nastąpi 22 marca 2013 roku.
W ramach promocji do pochodzących z płyty utworów „Xenon”, „Charlie S”, „Mainstream”, „Nie banglasz”, „Tak się robi REMIX”, „Biały murzyn” i „Easy Rider” zostały zrealizowane teledyski.
21 lipca 2013 roku ukazał się suplement do albumu Elliminati zatytułowany Elliminaticket. Płyta została wydana z okazji 37. urodzin rapera. Na albumie znalazły się odrzuty z sesji nagraniowej Elliminati, a także nowe piosenki. Nagrania ukazały się w formie digital download, a także na płycie CD jako dodatek do biletu na przyjęcie urodzinowe Tedego.
24 stycznia 2014 roku ukazał się mixtape zatytułowany Elliminatejp, którego autorem jest Dj Tuniziano. Powstał na podstawie albumu Elliminati. Jednak można na nim spotkać nowe utwory Tedego i Sir Micha, takie jak na przykład „To coś”, do którego powstał klip.
Raper ponadto odbył trasę koncertową nazwaną Elliminatour, odwiedzając m.in. Warszawę, Szczecin, Katowice czy Kraków podczas których zaprezentował nagrania pochodzące z płyty.

## Nagrody i wyróżnienia
Album dobił do 2. miejsca polskiej listy przebojów – OLiS i utrzymywał się na niej przez 16 tygodni. Płyta sprzedała się w nakładzie 15 tys. sztuk i 24 kwietnia 2013 uzyskała status złotej. Album był najczęściej kupowaną płytą w sieci sklepów Merlin. Album znalazł się na 110. miejscu listy 120 najważniejszych albumów polskiego hip-hopu według serwisu T-Mobile Music. Płyta otrzymała ponadto nominację do Polskiej Rap Płyty Roku 2013 w plebiscycie audycji Polskiego Radia Szczecin – WuDoo oraz branżowego portalu Hip-hop.pl. Album zdobył 1. miejsce w plebiscycie Najlepszy album roku 2013 według serwisu GlamRap.pl.   
Natomiast pochodzący z albumu utwór pt. „Nie banglasz” znalazł się na 3. miejscu listy Polski hip-hop – najlepsze utwory 2013 roku według serwisu CGM oraz piosenka została wyróżniona tytułem Polskiego singla roku w plebiscycie audycji Polskiego Radia Szczecin – WuDoo oraz branżowego portalu Hip-hop.pl.   

## Lista utworów
Opracowano na podstawie materiału źródłowego. 
| CD1 1. „Elliminati” – 4:36 2. „Tak się robi hip-hop 2” – 4:31 3. „Mainstream” – 3:31 4. „To ja twój syn” – 3:54 5. „Charlie S” – 4:30 6. „Jak nie my to kto” – 3:48 7. „Preludium w metrze” – 1:14 8. „Mtf 2013” – 3:07 9. „Czekam chłopaki” – 4:09 10. „Jest rap” – 3:55 11. „Metanol” (gościnnie Abel) – 3:44 12. „Bmw radio” – 3:38 13. „Nie Banglasz” (scratche DJ Tuniziano) – 4:49 14. „Kbt reprezent” – 4:08 15. „Easy rider” – 4:13 16. „300 sekund” (gościnnie DonGURALesko) – 3:40 17. „Xenon” – 4:04 18. „R.O.Y.” – 3:51 19. „Tak się robi remix” (gościnnie Diox, Numer Raz, Obi, Pelson, VNM; scratche DJ Tuniziano) – 6:15 |  | CD2 1. „Pjl dalej” – 4:15 2. „Co ty wiesz o hejtach” – 3:01 3. „To takie smutne” – 5:23 4. „Szklane domy” – 3:56 5. „Cały ten hajs” – 3:55 6. „Blokk” – 3:17 7. „Oni wiedzą” (gościnnie Sitek) – 4:40 8. „Biały murzyn” – 4:00 9. „Tulipan” – 3:42 10. „Mów więcej” (gościnnie Seta) – 4:12[A] 11. „Lamba doorsy” (gościnnie Zgrywus) – 4:23 12. „Jak to jest?” – 4:22 13. „Kaskady przekazu” – 4:49 14. „Fajnie żyć” (gościnnie Seta) – 3:40 15. „Wwa żegna” – 3:52[B] |

Notatki  A^ Z wykorzystaniem sampli pochodzących z piosenki „Sunshine” w wykonaniu Alexandra O'Neala.
- B^ Z wykorzystaniem sampli pochodzących z piosenki „Magiczne ognie tej jesieni” w wykonaniu Grażyny Łobaszewskiej[37].

| Elliminaticket |
| --- |
| 1. „Melo Inferno (remix)” 2. „Płynę na fali” 3. „H.S.Z.” (gościnnie: WdoWa, Seta) 4. „22" AC Schnitzer” 5. „Uwielbiam Joł” 6. „V sukinsyn” (gościnnie: Zgrywus) 7. „Lambo” 8. „Wers ssacze” 9. „Iide” 10. „Jest koszt” 11. „Lubię mieć chill” (gościnnie: Seta, Zgrywus) 12. „Melo Inferno (oryginał)” |

| Elliminatejp |
| --- |
| 1. „Ellimintro” 2. „Preludium MTF” (Tuniziano Blend) 3. „Uwielbiam joł” (Tuniziano Blend) 4. „Cały ten H.S.Z” (gościnnie: Wdowa, Seta, Tuniziano Blend) 5. „To coś” (prod. Sir Michu) 6. „300 sekund” (gościnnie: DonGuralesko, Tuniziano Blend) 7. „Charlie S” (Tuniziano Blend) 8. „Xenon” (Tuniziano Blend) 9. „Elliminati” (Tuniziano Blend) 10. „Metanol” (gościnnie: Abel, Tuniziano Blend) 11. „P.J.L dalej” (Tuniziano Blend) 12. „Oni wiedza” (gościnnie: Sitek, Tuniziano Blend) 13. „Ex Ex Ex Oooł” (Tuniziano Blend) 14. „Melo Inferno” (Tuniziano Blend) 15. „R.O.Y” (Tuniziano Blend) 16. „Mainstream” (Tuniziano Blend) 17. „Pięć Remix” (Tuniziano Blend) 18. „Szklane domy” (Tuniziano Blend) 19. „Nie banglasz” (Tuniziano Blend) 20. „Fajnie żyć” (gościnnie: Seta, Tuniziano Blend) |

## Sprzedaż

### Pozycje w notowaniach OLiS
OLiS jest ogólnopolskim notowaniem, tworzonym przez agencję TNS Polska na podstawie sprzedaży albumów muzycznych na nośnikach fizycznych (nie uwzględnia zatem informacji o pobraniach w formacie digital download czy odtworzeniach w serwisach streamingowych).
| Tydzień | 1      | 2      | 3      | 4      | 5      | 6      | 7      | 8      | 9      | 10     | 11     | 12     | 13     | 14     | 15     | 16     |
| ------- | ------ | ------ | ------ | ------ | ------ | ------ | ------ | ------ | ------ | ------ | ------ | ------ | ------ | ------ | ------ | ------ |
| Pozycja | 3      | 2      | 6      | 6      | 7      | 10     | 11     | 21     | 36     | 33     | 35     | 48     | 48     | 45     | 47     | 44     |
| Źródło  | [ 39 ] | [ 40 ] | [ 41 ] | [ 42 ] | [ 43 ] | [ 44 ] | [ 45 ] | [ 46 ] | [ 47 ] | [ 48 ] | [ 49 ] | [ 50 ] | [ 51 ] | [ 52 ] | [ 53 ] | [ 27 ] |

| Miesiąc       | Pozycja |
| ------------- | ------- |
| Marzec 2013   | 7       |
| Kwiecień 2013 | 7       |

### Certyfikaty ZPAV
Certyfikaty sprzedaży są wystawiane przez Związek Producentów Audio-Video za osiągnięcie określonej liczby sprzedanych egzemplarzy, obliczanej na podstawie kupionych kopii fizycznych i cyfrowych, a także odtworzeń w serwisach streamingowych.
| Certyfikat  | Liczba egzemplarzy | Data             |        |
| ----------- | ------------------ | ---------------- | ------ |
| złota płyta | 15 000             | 24 kwietnia 2013 | [ 58 ] |

## Twórcy
Opracowano na podstawie materiału źródłowego.

- Jacek „Tede” Graniecki – rap, producent wykonawczy
- Michał „Sir Michu” Kożuchowski – produkcja muzyczna, muzyka, programowanie, inżynieria dźwięku, śpiew w utworze „To takie smutne”
- Bartosz „Zgrywus” Deja – zdjęcia, rap w utworze „Lamba Doorsy”
- Michał „Numer Raz” Witak – efekty dźwiękowe w utworze „Cały ten hajs”, rap w utworze „Tak się robi remix”
- Adrian „Sitek” Kryński – rap w utworze „Oni wiedzą”
- Ilona „Ailo” Rudnik – śpiew w utworze „Tak się robi hip-hop 2”
- Agata „Seta” Sieradzka – śpiew w utworach „PJL dalej”, „Mów więcej”, „Fajnie żyć” i „WWA żegna”, efekty dźwiękowe w utworze „300 sekund”
- Michał Sasin Sasinowski – saksofon w utworach „Fajnie żyć” i „WWA żegna”
- Kamil „DJ Tuniziano” Sassi – scratche w utworach „Nie banglasz”, „Easy Rider”, „300 sekund” i „Tak się robi remix”
- Tomasz „Pelson” Szczepanek – rap w utworze „Tak się robi remix”
- Tomasz „VNM” Lewandowski – rap w utworze „Tak się robi remix”
- Patryk „Diox” Skoczylas – rap w utworze „Tak się robi remix”
- Milo – śpiew w utworze „Tak się robi remix”
- Obi – rap w utworze „Tak się robi remix”
- Wiktor „Abel” Zapała – rap w utworze „Metanol”
- Piotr „Donguralesko” Górny – rap w utworze „300 sekund”
- Adam Tkaczyk – perkusja w utworze „WWA żegna”
- Michał „Kajtek” Makowiec – gitara w utworze „WWA żegna”
- Michał Zieńkowski – gitara w utworze „WWA żegna”
- Tomasz Szymański – puzon w utworze „WWA żegna”
- Piotr Urbański – trąbka w utworze „WWA żegna”
- Łukasz Ziętek – zdjęcia